# Cernay, Vienne
Cernay är en kommun i departementet Vienne i regionen Nouvelle-Aquitaine i västra Frankrike. Kommunen ligger i kantonen Lencloître som tillhör arrondissementet Châtellerault. År 2022 hade Cernay 478 invånare.

## Befolkningsutveckling
Antalet invånare i kommunen Cernay
| Referens: INSEE |